# Tournoi de clôture du championnat du Guatemala de football 2018
Navigation
Saison précédente Saison suivante
Le Tournoi Clausura 2018 est le trente-neuvième tournoi saisonnier disputé au Guatemala.
C'est cependant la 85e fois que le titre de champion du Guatemala est remis en jeu.
Lors de ce tournoi, l'Antigua GFC a tenté de conserver son titre de champion du Guatemala face aux onze meilleurs clubs guatémaltèques.
Chacun des douze clubs participant était confronté deux fois aux onze autres équipes. Puis les six meilleurs se sont affrontés lors d'une phase finale à la fin du tournoi.
Seulement une place aurait dû être qualificative pour la Ligue des champions de la CONCACAF et une place pour la Ligue de la CONCACAF aurait dû être attribuée à l'issue de ce championnat au meilleur finaliste des deux tournois au classement cumulé de la saison, mais à la suite de la suspension de la fédération guatémaltèque par la FIFA, aucune équipe ne participe à la compétition.

## Les 12 clubs participants
| \| Guatemala City: Antigua GFC CSD Comunicaciones CSD Municipal Guatemala City Deportivo Malacateco Deportivo Marquense Deportivo Suchitepéquez Xelaju MC Deportivo Petapa Deportivo Guastatoya Cobán Imperial Deportivo Sanarate Deportivo Siquinalá \| Localisation des clubs engagés dans le championnat. |
| Guatemala City: Antigua GFC CSD Comunicaciones CSD Municipal Guatemala City Deportivo Malacateco Deportivo Marquense Deportivo Suchitepéquez Xelaju MC Deportivo Petapa Deportivo Guastatoya Cobán Imperial Deportivo Sanarate Deportivo Siquinalá                                                           |

Ce tableau présente les douze équipes qualifiées pour disputer le championnat 2017-2018. On y trouve le nom des clubs, le nom des stades dans lesquels ils évoluent ainsi que la capacité et la localisation de ces derniers.
| Club                     | Stade                          | Capacité | Ville             |
| Antigua GFC              | Stade Pensativo                | 9 000    | Guatemala City    |
| Cobán Imperial           | Stade Verapaz                  | 8 000    | Cobán             |
| CSD Comunicaciones       | Stade Cementos Progreso        | 17 000   | Guatemala City    |
| Deportivo Guastatoya     | Stade David Cordón Hichos (es) | 3 500    | Guastatoya        |
| Deportivo Malacateco     | Stade Santa Lucía              | 7 000    | Malacatán         |
| Deportivo Marquense      | Stade Marquesa de la Ensenada  | 10 000   | San Marcos        |
| CSD Municipal            | Stade Manuel Felipe Carrera    | 10 000   | Guatemala City    |
| Deportivo Petapa (en)    | Stade municipal                | 7 500    | San Miguel Petapa |
| Deportivo Sanarate (en)  | Stade municipal                | 4 000    | Sanarate          |
| Deportivo Siquinalá (en) | Stade Sicay Paz                | 3 000    | Siquinalá         |
| Deportivo Suchitepéquez  | Stade Carlos Salazar Hijo      | 12 000   | Mazatenango       |
| Xelaju MC                | Stade Mario Camposeco          | 11 000   | Quetzaltenango    |

## Compétition
Le tournoi Clausura se déroule de la même façon que les tournois saisonniers précédents, en deux phases :
- La phase de qualification : les vingt-deux journées de championnat.
- La phase finale : les matchs aller-retour allant des quarts de finale à la finale.

### Phase de qualification
Lors de la phase de qualification les douze équipes affrontent à deux reprises les onze autres équipes selon un calendrier tiré aléatoirement.
Les deux meilleures équipes sont qualifiées directement pour les demi-finale alors que les quatre suivantes se qualifient pour les quarts de finale.
Le classement est établi sur le barème de points classique (victoire à 3 points, match nul à 1, défaite à 0).
Le départage final se fait selon les critères suivants :
- Le nombre de points.
- La différence de buts générale.
- Le nombre de buts marqué.

| Rang | Équipe                     | Pts | J  | G  | N | P  | Bp | Bc | Diff |
| ---- | -------------------------- | --- | -- | -- | - | -- | -- | -- | ---- |
| 1    | Deportivo Sanarate (en) P  | 40  | 22 | 11 | 7 | 4  | 29 | 14 | +15  |
| 2    | Cobán Imperial             | 39  | 22 | 12 | 3 | 7  | 32 | 21 | +11  |
| 3    | Deportivo Guastatoya       | 38  | 22 | 11 | 5 | 6  | 27 | 18 | +9   |
| 4    | Antigua GFC T              | 37  | 22 | 11 | 4 | 7  | 42 | 34 | +8   |
| 5    | Xelaju MC                  | 31  | 22 | 9  | 4 | 9  | 31 | 31 | 0    |
| 6    | Deportivo Siquinalá (en) P | 31  | 22 | 8  | 7 | 7  | 20 | 22 | -2   |
| 7    | CSD Comunicaciones         | 29  | 22 | 8  | 5 | 9  | 22 | 26 | -4   |
| 8    | Deportivo Petapa (en)      | 29  | 22 | 9  | 2 | 11 | 27 | 33 | -6   |
| 9    | CSD Municipal              | 28  | 22 | 8  | 4 | 10 | 34 | 28 | +6   |
| 10   | Deportivo Suchitepéquez    | 25  | 22 | 7  | 4 | 11 | 29 | 36 | -7   |
| 11   | Deportivo Malacateco       | 25  | 22 | 7  | 4 | 11 | 25 | 32 | -7   |
| 12   | Deportivo Marquense        | 17  | 22 | 4  | 5 | 13 | 16 | 39 | -23  |

| Légende : Qualifications et relégations | Légende : Qualifications et relégations          |
| --------------------------------------- | ------------------------------------------------ |
|                                         | Qualifié pour les demi-finales                   |
|                                         | Qualifié pour les quarts de finale               |
|                                         | T Tenant du titre P Promu de la saison 2016-2017 |

| Résultats (▼dom., ►ext.)                                   | Ant | Cob | Com | Gua | Mal | Mar | Mun | Pet | San | Siq | Suc | Xel |
| Antigua GFC                                                |     | 1-3 | 1-2 | 1-1 | 4-3 | 4-1 | 3-2 | 1-2 | 2-0 | 3-1 | 2-3 | 3-1 |
| Cobán Imperial                                             | 2-1 |     | 2-1 | 2-0 | 3-1 | 1-1 | 3-1 | 4-2 | 0-0 | 2-0 | 4-2 | 2-1 |
| CSD Comunicaciones                                         | 0-2 | 1-0 |     | 0-2 | 2-0 | 2-1 | 0-1 | 3-2 | 1-1 | 0-0 | 1-0 | 2-0 |
| Deportivo Guastatoya                                       | 3-2 | 1-0 | 1-0 |     | 3-0 | 2-0 | 2-0 | 1-0 | 2-1 | 1-1 | 1-2 | 3-1 |
| Deportivo Malacateco                                       | 0-1 | 1-0 | 3-0 | 2-1 |     | 2-0 | 2-2 | 1-0 | 3-3 | 2-0 | 1-0 | 2-2 |
| Deportivo Marquense                                        | 2-2 | 0-0 | 0-1 | 1-1 | 1-0 |     | 0-7 | 2-1 | 2-1 | 1-2 | 2-1 | 1-2 |
| CSD Municipal                                              | 1-2 | 0-1 | 1-1 | 1-0 | 2-0 | 4-1 |     | 4-0 | 0-2 | 0-1 | 2-0 | 2-3 |
| Deportivo Petapa (en)                                      | 2-2 | 2-1 | 2-1 | 0-1 | 2-1 | 1-0 | 0-1 |     | 1-0 | 3-0 | 2-3 | 2-0 |
| Deportivo Sanarate (en)                                    | 0-0 | 1-0 | 0-0 | 1-1 | 1-0 | 3-0 | 3-0 | 4-0 |     | 1-0 | 1-0 | 1-0 |
| Deportivo Siquinalá (en)                                   | 1-2 | 2-0 | 1-1 | 1-0 | 0-0 | 1-0 | 2-1 | 0-0 | 1-1 |     | 2-0 | 2-1 |
| Deportivo Suchitepéquez                                    | 1-3 | 1-0 | 3-2 | 2-0 | 3-1 | 0-0 | 0-0 | 2-3 | 1-3 | 1-1 |     | 1-1 |
| Xelaju MC                                                  | 3-0 | 1-2 | 3-1 | 0-0 | 2-0 | 1-0 | 2-2 | 1-0 | 0-1 | 2-1 | 4-3 |     |
| - Victoire à domicile - Match nul - Victoire à l'extérieur |     |     |     |     |     |     |     |     |     |     |     |     |

### Classement cumulatif
| Rang | Équipe                     | Pts | J  | G  | N  | P  | Bp | Bc | Diff |
| ---- | -------------------------- | --- | -- | -- | -- | -- | -- | -- | ---- |
| 1    | Antigua GFC C              | 75  | 44 | 22 | 9  | 13 | 77 | 50 | +27  |
| 2    | Cobán Imperial             | 74  | 44 | 21 | 11 | 12 | 60 | 46 | +14  |
| 3    | Deportivo Guastatoya C     | 72  | 44 | 20 | 12 | 12 | 60 | 39 | +21  |
| 4    | Deportivo Petapa (en)      | 67  | 44 | 20 | 7  | 17 | 62 | 52 | +10  |
| 5    | Deportivo Sanarate (en) P  | 66  | 44 | 18 | 12 | 14 | 43 | 36 | +7   |
| 6    | Xelaju MC                  | 66  | 44 | 19 | 9  | 16 | 61 | 58 | +3   |
| 7    | CSD Municipal              | 63  | 44 | 17 | 12 | 15 | 58 | 46 | +12  |
| 8    | CSD Comunicaciones         | 63  | 44 | 17 | 12 | 15 | 50 | 46 | +4   |
| 9    | Deportivo Malacateco       | 51  | 44 | 14 | 9  | 21 | 54 | 61 | -7   |
| 10   | Deportivo Siquinalá (en) P | 51  | 44 | 14 | 9  | 21 | 39 | 60 | -21  |
| 11   | Deportivo Suchitepéquez    | 47  | 44 | 13 | 8  | 23 | 53 | 79 | -26  |
| 12   | Deportivo Marquense        | 37  | 44 | 9  | 10 | 25 | 34 | 78 | -44  |

| Légende : Qualifications et relégations | Légende : Qualifications et relégations                                        |
| --------------------------------------- | ------------------------------------------------------------------------------ |
|                                         | Ligue des champions de la CONCACAF 2019                                        |
|                                         | C Vainqueur d'un des deux tournois de la saison P Promu de la saison 2016-2017 |

### La Phase Finale
Les six équipes qualifiées sont réparties dans le tableau final d'après leur classement général, le deuxième affrontant lors des demi-finales le vainqueur du quart opposant le quatrième au cinquième et le premier affrontant le vainqueur du quart opposant le troisième au sixième. L'équipe la moins bien classée accueille lors du match aller et la meilleure lors du match retour.
En cas d'égalité sur la somme des deux matchs, c'est l'équipe ayant marqué le plus de buts à extérieur qui l'emporte puis des prolongations et une séance de tirs au but ont éventuellement lieu.

#### Tableau
|  |                          |                      |                |               |                      |     |   |            |            |            |            |            |     |   |        |        |        |        |        |  |  |
|  | 1/4 de finale            | 1/4 de finale        | 1/4 de finale  | 1/4 de finale | 1/4 de finale        |     |   | 1/2 finale | 1/2 finale | 1/2 finale | 1/2 finale | 1/2 finale |     |   | Finale | Finale | Finale | Finale | Finale |  |  |
|  |                          |                      |                |               |                      |     |   |            |            |            |            |            |     |   |        |        |        |        |        |  |  |
|  |                          |                      |                |               |                      |     |   |            |            |            |            |            |     |   |        |        |        |        |        |  |  |
|  |                          |                      |                |               |                      |     |   |            |            |            |            |            |     |   |        |        |        |        |        |  |  |
|  |                          |                      |                |               |                      |     |   |            |            |            |            |            |     |   |        |        |        |        |        |  |  |
|  |                          |                      |                |               |                      |     |   |            |            |            |            |            |     |   |        |        |        |        |        |  |  |
|  | Deportivo Sanarate (en)  | (1)                  | 1              | 1             |                      |     |   |            |            |            |            |            |     |   |        |        |        |        |        |  |  |
|  | Deportivo Sanarate (en)  | (1)                  | 1              | 1             |                      |     |   |            |            |            |            |            |     |   |        |        |        |        |        |  |  |
|  |                          |                      | Xelaju MC      | (5)           | 2                    | 1   |   |            |            |            |            |            |     |   |        |        |        |        |        |  |  |
|  | Antigua GFC              | (4)                  | Xelaju MC      | (5)           | 2                    | 1   | 0 | 0          |            |            |            |            |     |   |        |        |        |        |        |  |  |
|  | Antigua GFC              | (4)                  |                |               |                      |     |   |            |            |            |            |            |     |   |        |        |        |        |        |  |  |
|  | Xelaju MC                | (5)                  | 2              | 1             |                      |     |   |            |            |            |            |            |     |   |        |        |        |        |        |  |  |
|  | Xelaju MC                | (5)                  | 2              | 1             |                      |     |   |            |            |            |            | Xelaju MC  | (5) | 1 | 0      | 0      |        |        |        |  |  |
|  |                          |                      |                |               |                      |     |   |            |            |            |            | Xelaju MC  | (5) | 1 | 0      | 0      |        |        |        |  |  |
|  |                          | Deportivo Guastatoya | (3)            | 1             | 2                    |     |   |            |            |            |            |            |     |   |        |        |        |        |        |  |  |
|  | Deportivo Guastatoya     | Deportivo Guastatoya | (3)            | 1             | 2                    | (3) | 1 | 4          | 0          |            |            |            |     |   |        |        |        |        |        |  |  |
|  | Deportivo Guastatoya     |                      |                |               |                      |     | 1 | 4          | 0          |            |            |            |     |   |        |        |        |        |        |  |  |
|  | Deportivo Siquinalá (en) | (6)                  | 1              | 0             |                      |     |   |            |            |            |            |            |     |   |        |        |        |        |        |  |  |
|  | Deportivo Siquinalá (en) | (6)                  | 1              | 0             | Deportivo Guastatoya | (3) | 1 | 0          |            |            |            |            |     |   |        |        |        |        |        |  |  |
|  |                          |                      |                |               |                      | (3) | 1 | 0          |            |            |            |            |     |   |        |        |        |        |        |  |  |
|  |                          |                      | Cobán Imperial | (2)           | 0                    | 0   |   |            |            |            |            |            |     |   |        |        |        |        |        |  |  |
|  |                          |                      |                |               |                      | 0   |   |            |            |            |            |            |     |   |        |        |        |        |        |  |  |
|  |                          |                      |                |               |                      |     |   |            |            |            |            |            |     |   |        |        |        |        |        |  |  |
|  |                          |                      |                |               |                      |     |   |            |            |            |            |            |     |   |        |        |        |        |        |  |  |
|  |                          |                      |                |               |                      |     |   |            |            |            |            |            |     |   |        |        |        |        |        |  |  |

#### Quarts de finale
| Club                 | Aller | Retour | Club                     | Commentaire |
| Deportivo Guastatoya | 1-1   | 4-0    | Deportivo Siquinalá (en) |             |
| Antigua GFC          | 0-2   | 0-1    | Xelaju MC                |             |

#### Demi-finales
| Club                    | Aller | Retour | Club                 | Commentaire |
| Deportivo Sanarate (en) | 1-2   | 1-1    | Xelaju MC            |             |
| Cobán Imperial          | 0-1   | 0-0    | Deportivo Guastatoya |             |

#### Finale
| Match aller | Xelaju MC          | 1:1   | Deportivo Guastatoya | Stade Mario Camposeco |  |
| 23 mai 2018 | Hector Moreira 57e | (0:0) | Angel Rodriguez 64e  |                       |  |

| Match retour | Deportivo Guastatoya                  | 2:0   | Xelaju MC | Stade David Cordón Hichos (es) |  |
| 26 mai 2018  | Jorge Vargas 23e · Fredy Orellana 86e | (1:0) |           |                                |  |

## Play-offs pour la place en Ligue des champions
| Match aller | Antigua GFC | 0:1   | Deportivo Guastatoya | Stade Pensativo |  |
| 8 août 2018 |             | (0:0) | 85e Ángel Rodríguez  |                 |  |

| Match retour | Deportivo Guastatoya | 0:0   | Antigua GFC | Stade David Cordón Hichos (es) |  |
| 22 août 2018 |                      | (0:0) |             |                                |  |

## Bilan du tournoi
| Tournoi de clôture du championnat de football du Guatemala 2018 |                                  |
| Champion                                                        | Deportivo Guastatoya (1er titre) |
| Dauphin                                                         | Xelaju MC                        |
| Qualifications continentales                                    |                                  |
| Ligue des champions de la CONCACAF 2019                         | Deportivo Guastatoya             |
| Promotions et relégations                                       |                                  |
| Promus en Liga Nacional de Guatemala                            | Deportivo Chiantla (en)          |
| Promus en Liga Nacional de Guatemala                            | Deportivo Iztapa (en)            |
| Relégués en Primera División de Guatemala                       | Deportivo Marquense              |
| Relégués en Primera División de Guatemala                       | Deportivo Suchitepéquez          |

## Statistiques

### Buteurs
| Rang | Nom | Équipe | Buts |
| 1    |     |        | -    |
| 2    |     |        | -    |
| 3    |     |        | -    |